# Friedrich von Schele

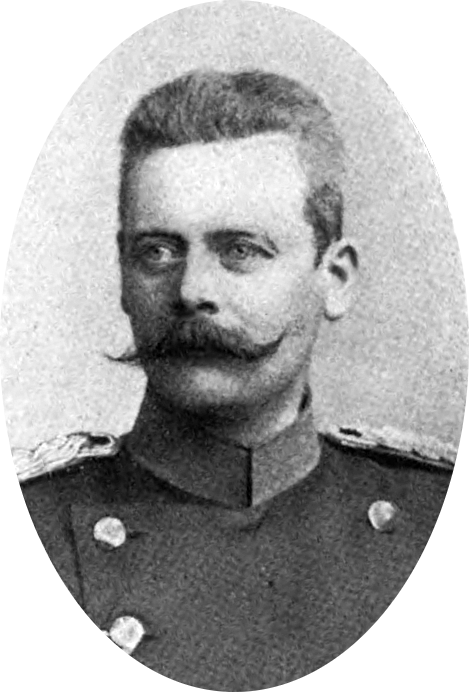
Friedrich von Schele

Friedrich Rabod Freiherr von Schele (* 15. September 1847 in Berlin; † 20. Juli 1904 ebenda) war ein preußischer Generalleutnant sowie Gouverneur von Deutsch-Ostafrika.

## Leben
Er war der Sohn des preußischen Hofjägermeisters und Präsident der Hofkammer Werner von Schele (1814–1869) und dessen Gemahlin Marie, geborene Eichhorn (1822–1861).
Schele trat nach seiner Ausbildung im preußischen Kadettenkorps am 18. April 1865 als Sekondeleutnant in das Magdeburgische Dragoner-Regiment Nr. 6 ein. Während des Deutschen Krieges war er als Ordonnanzoffizier beim Stab der kombinierten Kavallerie-Brigade der Mainarmee unter Generalmajor Moritz von Flies kommandiert. Es folgte am 2. November 1867 seine Versetzung in das 3. Garde-Ulanen-Regiment nach Potsdam. Am 3. Juli 1870 ernannte man Schele zum stellvertretenden Adjutant der 2. Garde-Kavallerie-Brigade, mit der er im Deutsch-Französischen Krieg zum Einsatz kam und vom 30. August 1870 bis 15. Mai 1871 als persönlicher Ordonnanzoffizier des Prinzen Albrecht von Preußen diente. 1875 wurde er zum Rittmeister befördert, 1877 als Eskadronchef in das 2. Hannoversche Dragoner-Regiment Nr. 16 versetzt. 1884 wurde er Major, 1887 in das Ulanen-Regiment „Kaiser Alexander II. von Rußland“ (1. Brandenburgisches) Nr. 3 versetzt und war ab 1891 Chef der Kavallerie-Abteilung im Kriegsministerium.
1892 wurde Schele zur Vertretung des Gouverneurs nach Deutsch-Ostafrika kommandiert, nach seiner Beförderung zum Oberst (1893) selbst im September des genannten Jahres, dann bis April 1895 ausgeübt, zum Gouverneur ernannt und zugleich mit dem Kommando der Schutztruppe betraut. In dieser Zeit führte er im Kilimandscharo-Massiv mehrere militärische Maßnahmen gegen die Massai und gegen die Hehe unter dem Chief Mkwawa durch, die er im Oktober 1894 mit der Einnahme der „Festung“ Kalenga bei Iringa gewaltsam unterwarf. Für seinen Sieg über die Hehe, die Anfang der 1890er Jahre als wichtigster Gegner der deutschen Kolonialherrschaft in Ostafrika galten, wurde Schele am 20. November 1894 mit dem Orden Pour le Mérite ausgezeichnet.

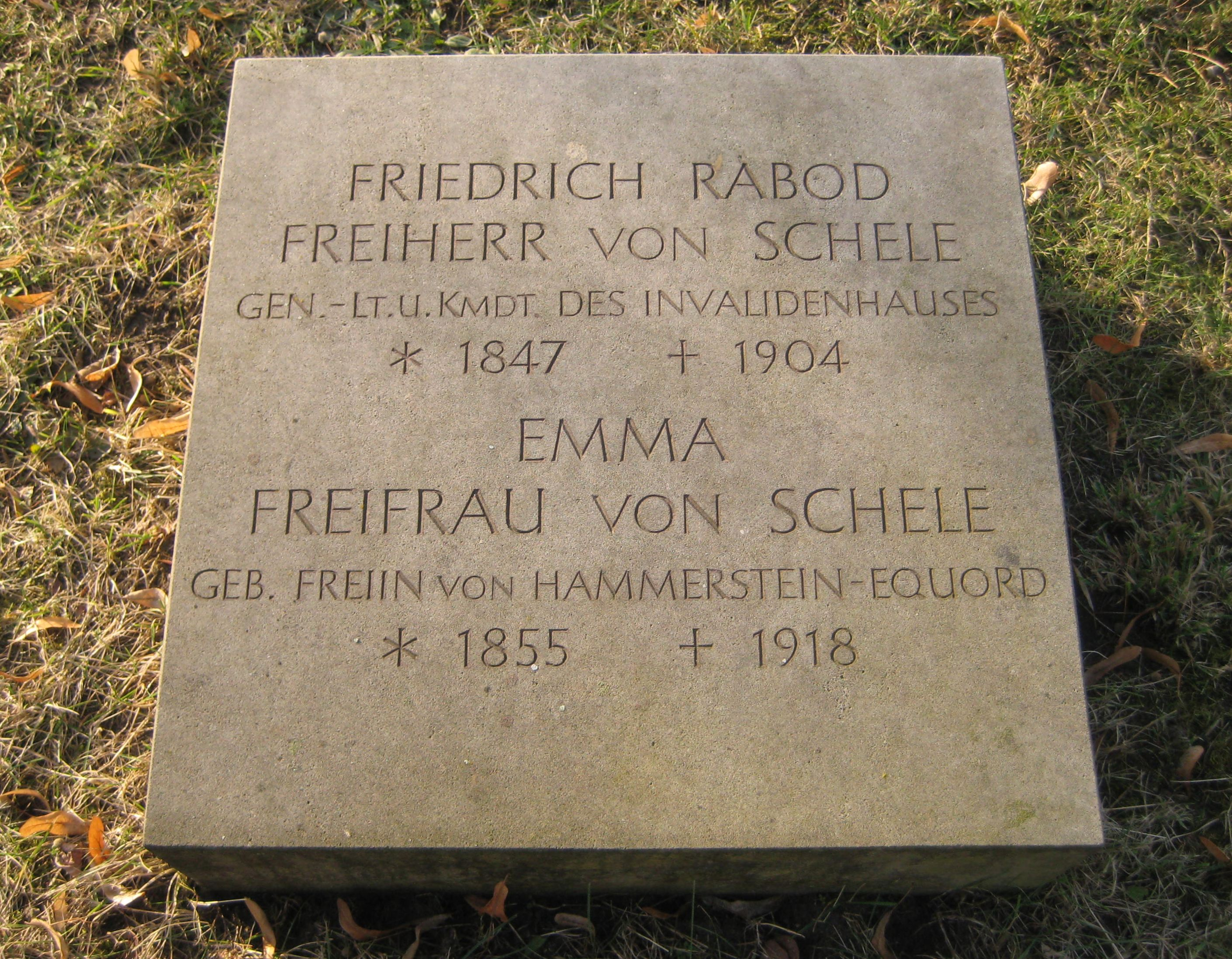
Grab auf dem Invalidenfriedhof, Berlin

1895 trat er in die Armee zurück, wurde am 14. April Flügeladjutant Wilhelm II. und erhielt kurz darauf am 13. Mai 1895 den Rang als Brigadekommandeur. Unter Beibehaltung seiner Stellung als Flügeladjutant folgte am 1. Juni 1896 die Ernennung zum Kommandeur der 2. Garde-Kavallerie-Brigade. Einen Monat später entband man Schele von seiner Stellung als Flügeladjutant und beförderte ihn am 22. März 1897 zum Generalmajor. Als solcher wurde er am 10. Juni 1899 mit der Wahrnehmung der Geschäfte des Inspekteurs der 3. Kavallerie-Inspektion in Münster beauftragt und mit dem Stern zum Kronen-Orden II. Klasse mit Schwertern ausgezeichnet. Unter gleichzeitiger Beförderung zum Generalleutnant erfolgte am 22. Mai 1900 seine Ernennung zum Inspekteur. Nach einem Jahr übernahm Schele die in Trier stationierte 16. Division. Von diesem Kommando wurde er am 16. Februar 1903 abberufen und zum Gouverneur von Mainz ernannt. Aus gesundheitlichen Gründen folgte am 1. Mai 1904 seine Stellung zur Disposition. Gleichzeitig verlieh Wilhelm II. ihm für seine Verdienste den Roten Adlerorden I. Klasse mit Eichenlaub, Schwertern und der königlichen Krone und ernannte ihn zum Gouverneur des Invalidenhauses Berlin. Kurz darauf verstarb Schele nach schwerer Krankheit am 20. Juli 1904 und wurde auf dem Invalidenfriedhof beigesetzt.
Schele war seit dem 1. November 1879 mit Emma, geborene Freiin von Hammerstein-Equord (1855–1918) verheiratet. Aus der Ehe gingen mehrere Kinder hervor.